# فرناندو ناوارو
فرناندو ناوارو (انگلیسی: Fernando Navarro؛ زادهٔ ۲۵ ژوئن ۱۹۸۲) یک بازیکن فوتبال اهل اسپانیا است.
از باشگاه‌هایی که در آن بازی کرده‌است می‌توان به بارسلونا، باشگاه فوتبال بارسلونا بی، باشگاه فوتبال بارسلونا سی، باشگاه فوتبال سویا، رئال مایورکا، دپورتیوو لاکرونیا، تیم ملی فوتبال کاتالونیا و تیم ملی فوتبال اسپانیا اشاره کرد.